# Цзаю
28°39′49″ пн. ш. 97°27′56″ сх. д. / 28.66372° пн. ш. 97.46542° сх. д.
Цзаю (кит. 察隅县, пін. Cháyú Xiàn, трансліт. Zayü) — один із повітів КНР у складі префектури Ньїнгчі, Тибетський автономний район. Адміністративний центр — містечко Жовагон.

## Географія
Цзаю лежить на висоті близько 2400 метрів над рівнем моря на південних схилах Тибетського плато (регіон Кхам).

### Клімат
Повіт знаходиться у зоні, котра характеризується океанічним кліматом субтропічних нагір'їв. Найтепліший місяць — липень із середньою температурою 19 °C. Найхолодніший місяць — січень, із середньою температурою 4,7 °С.
| Клімат повіту Цзаю      | Клімат повіту Цзаю | Клімат повіту Цзаю | Клімат повіту Цзаю | Клімат повіту Цзаю | Клімат повіту Цзаю | Клімат повіту Цзаю | Клімат повіту Цзаю | Клімат повіту Цзаю | Клімат повіту Цзаю | Клімат повіту Цзаю | Клімат повіту Цзаю | Клімат повіту Цзаю | Клімат повіту Цзаю |
| Показник                | Січ.               | Лют.               | Бер.               | Квіт.              | Трав.              | Черв.              | Лип.               | Серп.              | Вер.               | Жовт.              | Лист.              | Груд.              | Рік                |
| Середній максимум, °C   | 12                 | 12,6               | 14,2               | 17                 | 21,8               | 24,4               | 24,9               | 25,1               | 23,7               | 20,6               | 16,9               | 13,4               | 18,9               |
| Середня температура, °C | 4,7                | 6                  | 8,1                | 10,7               | 15,2               | 18,3               | 19                 | 18,9               | 17,4               | 13,2               | 8,5                | 5,3                | 12,1               |
| Середній мінімум, °C    | −0,2               | 1,4                | 3,8                | 6,5                | 10,6               | 14,4               | 15,3               | 15,1               | 13,8               | 8,7                | 3,4                | 0,2                | 7,8                |
| Норма опадів, мм        | 15.2               | 30.5               | 89.2               | 129.5              | 81.8               | 71.4               | 109                | 101.9              | 76.9               | 59                 | 17.3               | 10.7               | 792.4              |
| Вологість повітря, %    | 58                 | 61                 | 68                 | 71                 | 68                 | 72                 | 75                 | 75                 | 74                 | 69                 | 61                 | 56                 | 67.3               |
| ----------------------- | ------------------ | ------------------ | ------------------ | ------------------ | ------------------ | ------------------ | ------------------ | ------------------ | ------------------ | ------------------ | ------------------ | ------------------ | ------------------ |
| Джерело: data.cma.cn    |                    |                    |                    |                    |                    |                    |                    |                    |                    |                    |                    |                    |                    |